# 沙金乡
沙金乡，是中华人民共和国甘肃省陇南市礼县下辖的一个乡镇级行政单位。

## 行政区划
沙金乡下辖以下地区：
小关村、革新村、牛尾村、红专村、联丰村、徐门村、庄科村、桥头村、三联村、张家村、教场村、申家村和见各梁村。